# Valentovce
Valentovce es un municipio del distrito de Medzilaborce en la región de Prešov, Eslovaquia, con una población estimada a final del año 2024 de 38 habitantes.
Se encuentra ubicado al noreste de la región, cerca del río Laborec (cuenca hidrográfica del río Tisza) y de la frontera con Polonia.

## Demografía
| Año        | 1994 | 2004     | 2014     | 2024     |
| ---------- | ---- | -------- | -------- | -------- |
| Población  | 55   | 39       | 43       | 38       |
| Diferencia |      | −29,09 % | +10,25 % | −11,62 % |

| Año        | 2023 | 2024    |
| ---------- | ---- | ------- |
| Población  | 37   | 38      |
| Diferencia |      | +2,70 % |